# Lithophyllum racemus
Lithophyllum racemus (Lamarck) Foslie, 1901 é o nome botânico de uma espécie de algas vermelhas pluricelulares do gênero Lithophyllum, família Corallinaceae.
- São algas marinhas encontradas na Europa, África, Chile, Japão, Yemen e Ilhas Canárias.

## Sinonímia
- Millepora racemus Lamarck, 1818
- Nullipora racemus (Lamarck) Eudes-Deslongchamps, 1824
- Nullipora racemosa Blainville, 1834
- Lithothamnion racemus (Lamarck) J. E. Areschoug, 1852
- Spongites crassa Kützing, 1858
- Lithothamniscum racemus (Lamarck) Heydrich, 1900
- Stichospora racemus (Lamarck) Heydrich, 1901
- Pseudolithophyllum racemus (Lamarck) Mendoza & Cabioch, 1984